# Арона (Пенсільванія)
Арона (англ. Arona) — місто (англ. borough) в США, в окрузі Вестморленд штату Пенсільванія. Населення — 255 осіб (2020).

## Географія
Арона розташована за координатами 40°16′5″ пн. ш. 79°39′19″ зх. д. / 40.26806° пн. ш. 79.65528° зх. д. (40.268182, -79.655373).  За даними Бюро перепису населення США в 2010 році місто мало площу 1,36 км², з яких 1,35 км² — суходіл та 0,01 км² — водойми.

## Демографія
Згідно з переписом 2010 року, у селищі мешкало 370 осіб у 153 домогосподарствах у складі 108 родин. Густота населення становила 272 особи/км².  Було 165 помешкань (121/км²).
Расовий склад населення:
| - 100,0 % — білих |

До двох чи більше рас належало 0,0 %. Частка іспаномовних становила 0,0 % від усіх жителів.
За віковим діапазоном населення розподілялося таким чином: 20,5 % — особи молодші 18 років, 64,9 % — особи у віці 18—64 років, 14,6 % — особи у віці 65 років та старші. Медіана віку мешканця становила 42,4 року. На 100 осіб жіночої статі у селищі припадало 97,9 чоловіків;  на 100 жінок у віці від 18 років та старших — 100,0 чоловіків також старших 18 років.
Середній дохід на одне домашнє господарство  становив 52 870 доларів США (медіана — 42 143), а середній дохід на одну сім'ю — 60 359 доларів (медіана — 46 250). Медіана доходів становила 39 000 доларів для чоловіків та 29 500 доларів для жінок. За межею бідності перебувало 12,7 % осіб, у тому числі 22,6 % дітей у віці до 18 років та 4,1 % осіб у віці 65 років та старших.
Цивільне працевлаштоване населення становило 171 особа. Основні галузі зайнятості: освіта, охорона здоров'я та соціальна допомога — 21,1 %, виробництво — 19,3 %, роздрібна торгівля — 15,8 %.